# Abbattimento del Mil Mi-24 dell'Aeronautica militare russa del 2020
Il 9 novembre 2020, un elicottero d'attacco russo Mil Mi-24 (nome in codice NATO "Hind") è stato abbattuto dalle forze armate azere durante la seconda guerra del Nagorno Karabakh del 2020. L'incidente è avvenuto nei pressi di Yeraskh, in Armenia, a pochi chilometri dalla Repubblica autonoma di Nakhchivan dell'Azerbaigian, a causa del fuoco contraereo dei missili MANPADS. Due membri dell'equipaggio hanno perso la vita, mentre un altro è rimasto ferito. Le autorità azere hanno subito rilasciato una dichiarazione di scuse, affermando che l'abbattimento era avvenuto per errore, e hanno offerto un risarcimento.

## Eventi

### Contesto
L'abbattimento è avvenuto durante la guerra nella contesa regione del Nagorno-Karabakh, un'area controllata de facto dall'autoproclamata e non riconosciuta Repubblica dell'Artsakh, sostenuta dal suo alleato, l'Armenia, ma che fa parte de iure dell'Azerbaigian. L'8 novembre 2020, le forze azere hanno presto il controllo di Shusha, dopo una battaglia di quattro giorni sulla città.

### Abbattimento
L'abbattimento è avvenuto il 9 novembre 2020 vicino al villaggio di Yeraskh, in Armenia, a pochi chilometri dalla Repubblica autonoma del Nakhchivan dell'Azerbaigian, e a circa 70 chilometri (43 mi) dal confine con il Nagorno-Karabakh, a causa del fuoco contraereo dei missili MANPADS. L'elicottero stava accompagnando il convoglio della 102ª base militare russa a Gyumri. Poco dopo, l'Azerbaigian si è assunto la responsabilità dell'attacco, con il suo Ministero degli Affari Esteri che ha affermato che l'abbattimento era avvenuto per caso, esprimendo le scuse alla Russia e la disponibilità a pagare un risarcimento. Secondo l'Azerbaigian, l'elicottero russo volava al buio, a bassa quota e al di fuori della zona di rilevamento dei radar della difesa aerea azera. Inoltre, le autorità azere hanno dichiarato che l'elicottero volava in prossimità del confine tra Armenia e Azerbaigian durante un periodo conflittuale e che gli elicotteri russi non erano stati precedentemente visti nell'area.

## Conseguenze

### Indagine
La base militare russa in Armenia e l'ufficio del procuratore generale dell'Azerbaigian hanno avviato un'indagine sull'incidente. Il 4 gennaio 2021, gli investigatori militari hanno annunciato che stavano trattando l'incidente non più come al precedente "omicidio colposo" ma come "omicidio premeditato".

### Accordo di cessate il fuoco
L'incidente è avvenuto il giorno in cui era stato firmato l'accordo di cessate il fuoco. Secondo Anton Troianovski e Carlotta Gall del New York Times, l'evento avrebbe potenzialmente dato alla Russia un motivo per intervenire nella guerra. Tuttavia, non è chiaro quale ruolo, in caso, abbia contribuito l'abbattimento del Mi-24 alla firma dell'accordo di cessate il fuoco. Il presidente russo Vladimir Putin ha lanciato un ultimatum al presidente azero Ilham Aliyev. Secondo Troianovski e Gall, in questo ultimatum, la Russia affermava che se l'Azerbaigian non avesse cessato le sue operazioni dopo aver preso il controllo di Shusha, sarebbe intervenuta. La stessa notte, un missile sconosciuto ha colpito un'area aperta a Khyrdalan, vicino Baku, senza provocare feriti, secondo fonti azere. Inoltre, sempre lo stesso giorno, è emerso un video sui social media che mostrava apparentemente le forze armene che lanciavano un missile Iskander di fabbricazione russa in Azerbaigian. L'ex capo del servizio di controllo militare del MoD armeno Movses Hakobyan, prima di dimettersi dal suo incarico il 19 novembre 2020, ha confermato l'uso di un missile Iskander sull'Azerbaigian da parte dell'Armenia, anche se non ha rivelato dove era stato utilizzato.

## Reazioni

### Parti coinvolte
Subito dopo l'abbattimento, il ministro della Difesa dell'Azerbaigian, Zakir Hasanov, ha iniviato una lettera di condoglianze al ministro della Difesa russo, Sergey Shoygu. Inoltre, il Ministero degli Affari Esteri russo ha dichiarato di aver valutato positivamente l'assunzione immediata della responsabilità da parte dell'Azerbaigian. Il presidente russo Vladimir Putin ha conferito ai militari a bordo dell'elicottero l'Ordine del coraggio.

### Internazionali
Il 9 novembre, l'Organizzazione del trattato di sicurezza collettiva (CSTO), di cui la Russia è membro, ha rilasciato una dichiarazione, esprimendo le proprie preoccupazioni per l'abbattimento. Il 18 novembre il presidente dell'Armenia, Armen Sarkissian, ha firmato un decreto sull'assegnazione della medaglia al merito militare ai piloti russi. Il 12 dicembre, il governo armeno ha presentato una targa commemorativa temporanea a Yeraskh per commemorare i piloti russi uccisi nell'abbattimento e nella zona è stato tenuto un momento liturgico.